# 余大成
余大成（1586年—？），字世奕，號集生、又号石衲，直隸應天府江寧縣民籍徽州府祁門縣人。明朝政治人物。

## 生平
余大成为萬曆三十四年（1606年）應天府乡试第五十九名举人，三十五年（1607年）丁未科進士，户部观政，三十七年正月授南京兵部车驾司主事，本年丁忧。四十年起补武选司主事，同年主考云南乡试，四十二年丁忧。四十五年起官兵部主事，四十八年升车驾司员外郎，天啓元年升兵部職方司郎中，本年养病。五年起复原职，天启六年二月因事削籍为民。
崇禎元年（1628年）起复原职，五月加升太僕寺少卿，仍管兵部職方司郎中事，崇祯親賜“清执”二字，畢生崇拜袁崇煥。崇祯三年升太僕寺卿，加從三品服俸，升太常寺卿，四年（1631年）以都察院右副都御史，巡撫山東。
崇禎五年（1632年），孔有德吳橋兵變，廣東道御史宋賢抨擊余大成毫無作為，只知「持齋戒殺，閉戶誦經」，余大成因「不禁叛亂，而禁殺生」，被譏為「白蓮都院」。孔有德攻佔登州，余大成、孫元化逃回北京，朝廷將孫元化處死，余大成充軍电白。崇祯八年（1635年）往广东电白，迂道至东莞，祭袁督师。余大成見梁廷栋說：“兵临城下，而自坏万里长城，岂计乎？”梁廷栋不悅，稱：“此上意也。”。因大赦还鄉，卒于家中。
著有《剖肝录》，清代撰《明史·袁崇焕列传》多引用此文。

## 家族
曾祖光，监察御史贈翰林院侍读学士。祖父余孟麟，南京国子监祭酒。父余震鳴，监生。母许氏，継母某氏。重庆下。